# Myrmotherula snowi
A Myrmotherula snowi a madarak osztályának verébalakúak (Passeriformes) rendjébe és a hangyászmadárfélék (Thamnophilidae) családjába tartozó faj.

## Rendszerezése
A fajt Dante Martins Teixeira és Luiz Pedreira Gonzaga írták le 1983-ban, a Myrmotherula unicolor alfajaként Myrmotherula unicolor snowi néven. Egyes szervezetek a Myrmopagis nembe sorolják Myrmopagis snowi néven.

## Előfordulása
Dél-Amerika keleti részén, az Atlanti-óceán partvidékén, Brazília területén honos. Természetes élőhelyei a szubtrópusi vagy trópusi síkvidéki esőerdők. Állandó, nem vonuló faj.

## Megjelenése
Testhossza 11 centiméter.

## Életmódja
Kevés az információ, valószínűleg rovarokkal táplálkozik.

## Természetvédelmi helyzete
Az elterjedési területe rendkívül kicsi, egyedszáma 1-49 példány közötti és csökken. A Természetvédelmi Világszövetség Vörös listáján súlyosan veszélyeztetett fajként szerepel.